# Marusia
Marusia – fikcyjna postać z polskiego serialu telewizyjnego Czterej pancerni i pies oraz z książki Janusza Przymanowskiego pod tym samym tytułem. 

## Biografia
Jest radziecką sanitariuszką, graną w serialu przez Polę Raksę. Na jej cześć czołg tytułowych pancernych został nazwany „Rudy” − jest ona rudowłosa (stąd przydomek „Ogoniok” – z ros. ogieniek, płomyk). Gdy snajper przestrzelił jej płuco, Janek Kos zabił go i uratował jej życie. Była narzeczoną, a w finale żoną Janka Kosa (gra go Janusz Gajos). Jej nazwisko nie pada nigdy ani w książkach, ani w filmie, co jest sytuacją wyjątkową, jako że wszyscy inni bohaterowie Czterech pancernych i psa są wymieniani z nazwisk.

## Stopnie wojskowe
- kapral – w pierwszej serii
- młodszy sierżant – w odcinku 9.
- sierżant – od odcinka 9.
- sierżant – zweryfikowana po przeniesieniu z RKKA do LWP w kwietniu 1945, odcinki 20–21

W 2002 r. powstała piosenka pt. „Marusia” wykonywana przez Marylę Rodowicz.